# Storaxväxter
Storaxväxter (Styracaceae) är en växtfamilj med 10 släkten och cirka 160 arter. Familjen innehåller flera släkten med populära prydnadsväxter med vackra vita blommor. Ur flera arter av storaxsläktet (Styrax) utvinns bensoeharts.
Storaxväxterna är vanligen buskar eller mindre träd. Storblommigt snödroppsträd (Halestia tetraptera var. monticola) kan dock bli nästan 40 meter högt. Typiskt för familjens medlemmar är de spiralställda bladen som saknar stipler. Blommorna är radiärsymmetriska och har en krona med 2-7 sammanväxta kronblad. Frukten är vanligen en torr kapsel som ibland har vingar. Mera ovanligt är köttiga bär. Frukterna innehåller 1-2 frön.